# ترمس أبيض

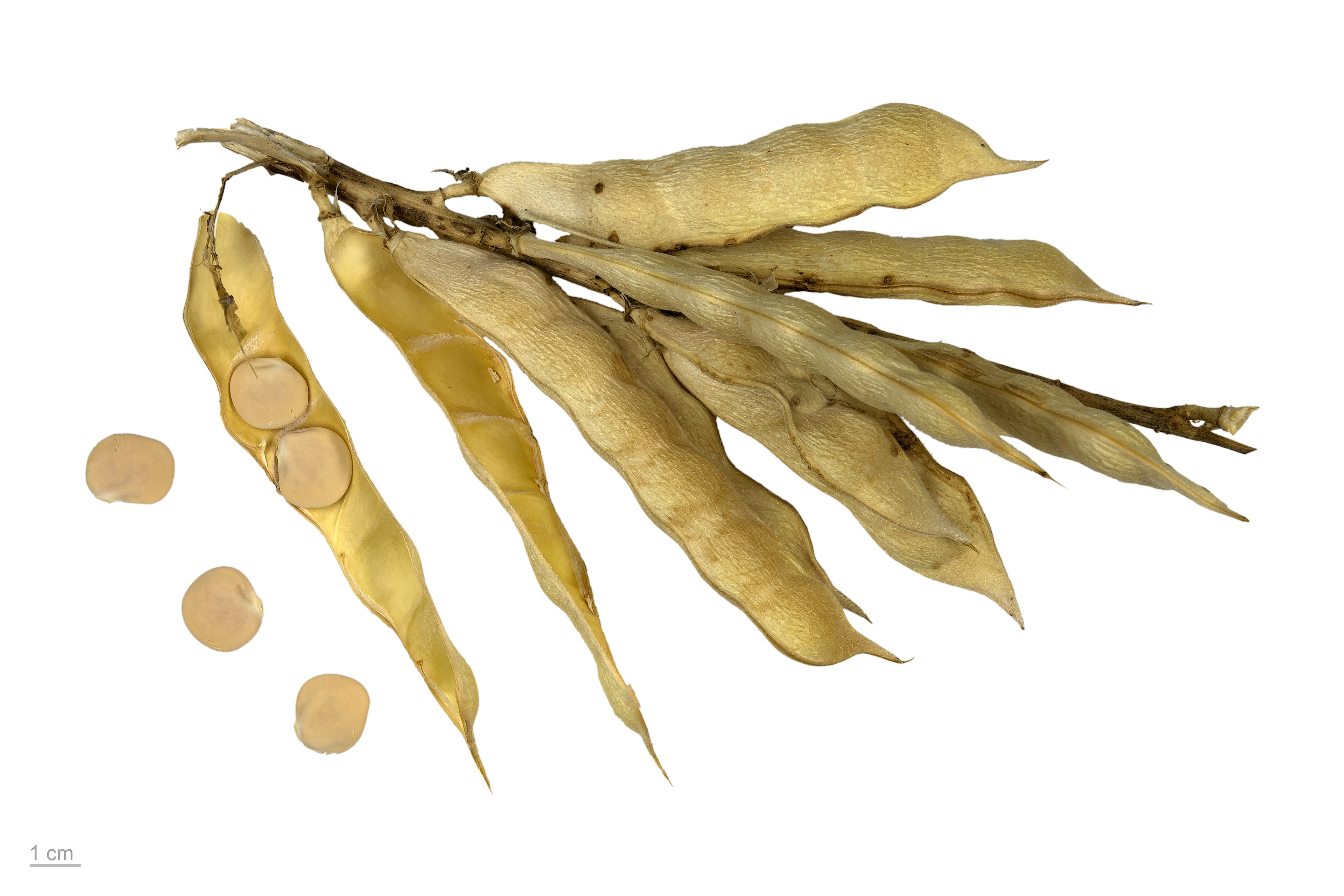
Lupinus albus

الترمس الأبيض  أو ترمس أو باقلي (باللاتينية: Lupinus albus) نوع نباتي يتبع جنس الترمس من الفصيلة البقولية المعروفة بقدرتها على تثبيت النيتروجين الجوي من خلال بكتيريا المستجذرة.
كان يستعمل كغذاء بقولي، ولكنه استعماله الرئيسي اليوم هو كمأكول تسلية (نقرشة).

## الموئل والانتشار
موطنه الأصلي تركيا والبلقان، لكنه انتشر في معظم مناطق أوروبا والمشرق العربي.
يزرع في مصر وبقية مناطق حوض البحر الأبيض المتوسط.

## الوصف النباتي
نبات حولي ذو أزهار بيضاء.